# Береговий (Читинський район)
Берегови́й (рос. Береговой) — селище у складі Читинського району Забайкальського краю, Росія. Входить до складу Верх-Читинського сільського поселення.

## Населення
Населення — 331 особа (2010; 403 у 2002).
Національний склад (станом на 2002 рік):
- росіяни — 94 %